# Prestegjeld
Prestegjeld bezeichnete ein geographisches und administratives Gebiet der norwegischen Kirche (Den norske kirke). Ein Prestegjeld bestand zumeist aus mehreren Gemeinden (norw. Sogn als kleinste Verwaltungseinheit), kann aber auch nur aus einem größeren Sogn bestehen und ist einer Propstei (norw. prosti) untergeordnet. Es entspricht somit in etwa einem deutschen Kirchenkreis.
In einem Prestegjeld gibt es gewöhnlich mehrere Pfarrstellen (kapellane), die administrativ einem Gemeindepfarrer (sogneprest oder sokneprest) unterstellt sind. Weitere Angestellte eines Prestegjeld sind Gemeindekatecheten (norw. kateket), Diakone und Kantore, die allen Gemeinden des Prestegjeld zur Verfügung stehen.
Im Jahr 2005 gab es in Norwegen 613 Prestegjeld und 1296 Sogn.
Seit 2004 lief die Bezeichnung Prestegjeld als administrative Einheit der norwegischen Kirche aus, sie wird heute nicht mehr benutzt. Die norwegische Kirche ist seitdem in Sogn als Grundeinheit organisiert und die Pfarrer sind in einer Propstei anstelle des Prestegjeld angestellt.